# Un piedipiatti e mezzo
Un piedipiatti e mezzo (Cop and a Half) è un film statunitense, del 1993 diretto da Henry Winkler, con protagonisti Burt Reynolds e Norman D. Golden II all'epoca bambino. È l'ultimo film di Ray Sharkey morto per AIDS. Nel 2017 è uscito il sequel Un poliziotto e mezzo - Nuova recluta diretto da Jonathan A. Rosenbaun.

## Trama
Devon Butler è un bambino di 8 anni orfano di madre e padre, che vive con la nonna e sogna di diventare poliziotto. Un giorno, mentre é insieme al suo amico Raymond, vede il poliziotto Nick McKenna inseguire alcuni malviventi, che fuggono a bordo di una macchina nera. Devon ne approfitta per prendere il numero di targa dei malviventi, uno dei quali, un certo Quintero, viene poi catturato da McKenna e portato in commissariato con l'accusa di traffico di droga, nascosta in una cintura porta proiettili.
La sera dello stesso giorno il ragazzino scorge con un binocolo e intravede una macchina nera riconosce il numero di targa dell'auto e decide di inseguirla in bici per vedere dov'è diretta.
Dopo essersi recato nel deposito, assiste all'omicidio di Quintero da parte del capobanda Vinnie Fountain, perché secondo lui avrebbe dato alcune informazioni dettagliate a Nick McKenna (sul traffico di droga). Nel frattempo Devon chiama la polizia, e conosce per l'appunto Nick McKenna, un vecchio poliziotto che odia i bambini; sfortunatamente tutto è osservato da Chu, uno degli uomini di Fountain. Il ragazzino è disposto a rivelare a Nick il numero di targa dell'auto nera, ma in cambio chiede di diventare un agente e continuare le indagini.
L'uomo accetta il patto, così, dopo aver portato Devon tutta la mattinata in giro per la città, il ragazzino svela finalmente il numero di targa d'auto a Nick, che però lo lascia davanti a casa di sua nonna Rachel. Nei giorni successivi i due si incontrarono nuovamente, e si viene a sapere che dietro ha tutta questa faccenda si nascondono tre uomini di nome Bobo, uno dei quali sarebbe un losco trafficante di droga. Nick e Devon partono per dargli la caccia, ma costui riesce sempre a farla franca.
Devon ritorna a casa della nonna ma qui trova un uomo che dice di chiamarsi Gutman, il nuovo consulente scolastico, e dice a Devon che la nonna aveva riferito a lui che stava aiutando la polizia a cercare un uomo molto pericoloso. Il ragazzino interrompe la discussione dopo aver riconosciuto da uno spillo della scarpa che quell'uomo è Fountain. Dopo varie questioni, Butler viene catturato dagli uomini di Fountain e portato nel loro magazzino per essere ucciso.
Ma ciò viene impedito da Nick che, dopo avere catturato Bobo e averlo legato nella sua automobile gli ruba la moto ed il suo abbigliamento da motociclista, riuscendo così ad entrare nel deposito senza farsi riconoscere. Mentre salva Devon, viene ferito da un colpo di pistola sparato da Fountain. Nonostante la brutta situazione, McKenna riesce ad arrivare ad un motoscafo ormeggiato nei paraggi, a saltare la tubatura ed a salvare il bambino. Fountain viene cosparso di pesce da Devon Butler dal deposito rifiuti materiali organici dove viene arrestato dalla Polizia. Infine Nick McKenna e Devon Butler diventano molto amici e vanno in barca in un fiume della Florida, dove remano insieme.